# Tychy Miasto
Tychy Miasto – stacja kolejowa leżąca w Tychach pomiędzy ul. Henryka Dąbrowskiego i al. Jana Pawła II.

## Ruch pasażerski
| Rok  | Wymiana pasażerska na dobę |
| ---- | -------------------------- |
| 2017 | 0-9                        |
| 2022 | 0-9                        |

## Historia
W latach 1962–2001 stacja była najbardziej ruchliwym miejscem w Tychach. Codziennie mieszkańcy dojeżdżali do pracy w Katowicach.
W 2005 roku pojawiła się inicjatywa ponownego ożywienia stacji poprzez Szybką Kolej Regionalną (SKR).
W dniu 14 grudnia 2008, wraz z wejściem nowego rozkładu jazdy, przywrócono ruch pasażerski na odcinku Tychy Miasto – Tychy. Od 1 września 2012 roku przystanek Tychy Miasto został zastąpiony przez dwa nowe przystanki – Tychy Grota Roweckiego oraz Tychy Lodowisko.
Po wybudowaniu nowego przystanku pod wiaduktem ul. Stefana Grota Roweckiego obecna stacja Tychy Miasto miała zostać zlikwidowana. 1 września 2012 roku zawieszono zatrzymywanie pociągów Przewozów Regionalnych na stacji, ale po zmianie rocznego rozkładu w grudniu 2012 roku i przejęciu obsługi połączeń przez Kolej Śląskie, stacja zaczęła być ponownie użytkowana. Po kolejnej zmianie rocznego rozkładu, 15 grudnia 2013 roku, na stacji ponownie zaprzestano postojów pociągów pasażerskich.
Stacja obecnie składa się z dwóch nieużywanych peronów, z których każdy posiada dwie krawędzie. Okresowo pojawiają się plany przywrócenia jej do użytku. W lipcu 2020 roku PKP Polskie Linie Kolejowe podpisały umowę na sporządzenie dokumentacji połączenia kolejowego Tychów przez Bieruń z Oświęcimiem. W ramach tej inwestycji zaplanowano włączenie pierwszego, dłużej eksploatowanego peronu stacji Tychy Miasto do przystanku osobowego Tychy Lodowisko, nie ogłaszano natomiast jeszcze przeznaczenia drugiego, bardziej zniszczonego.

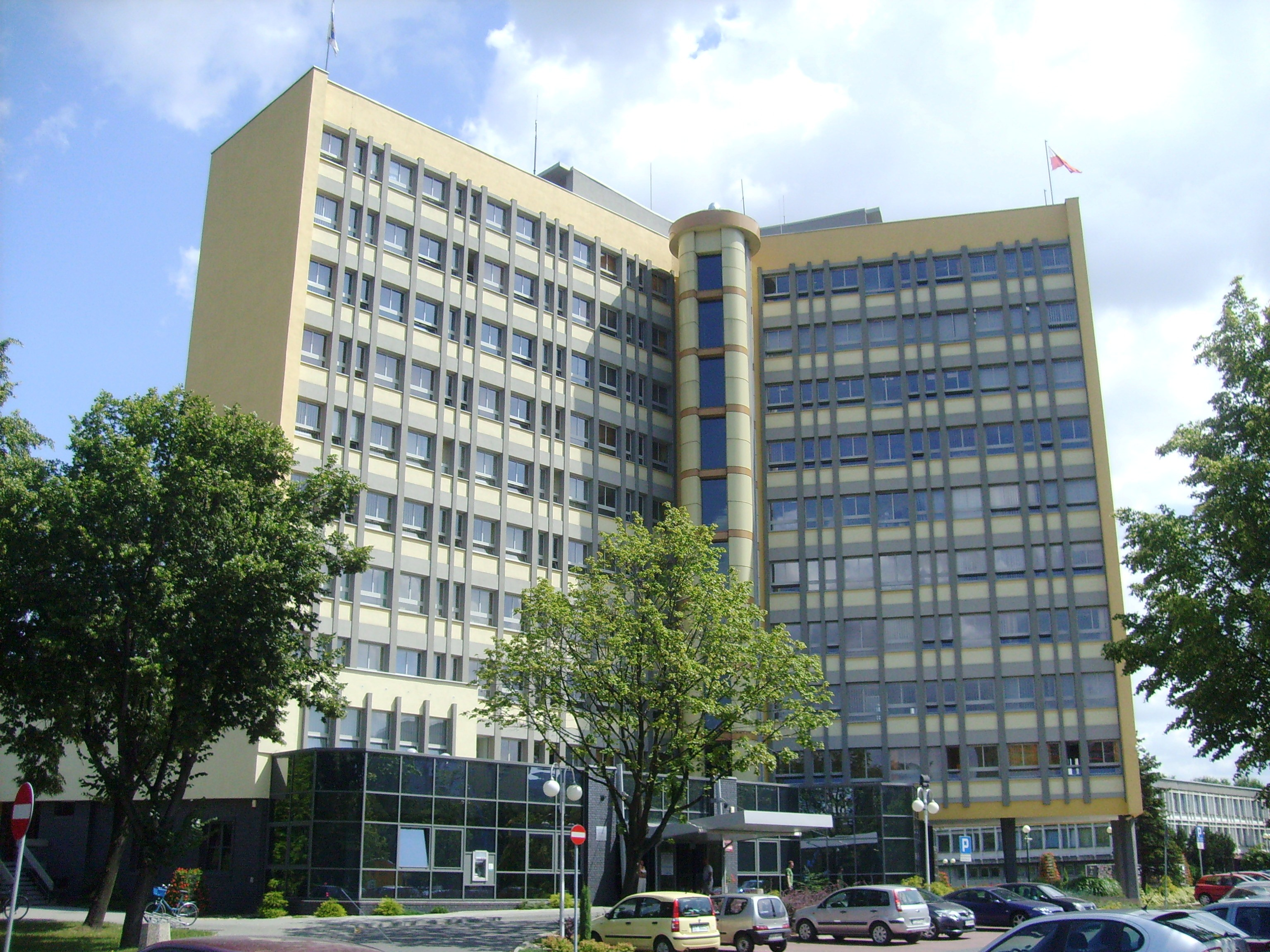
Urząd Miasta Tychy
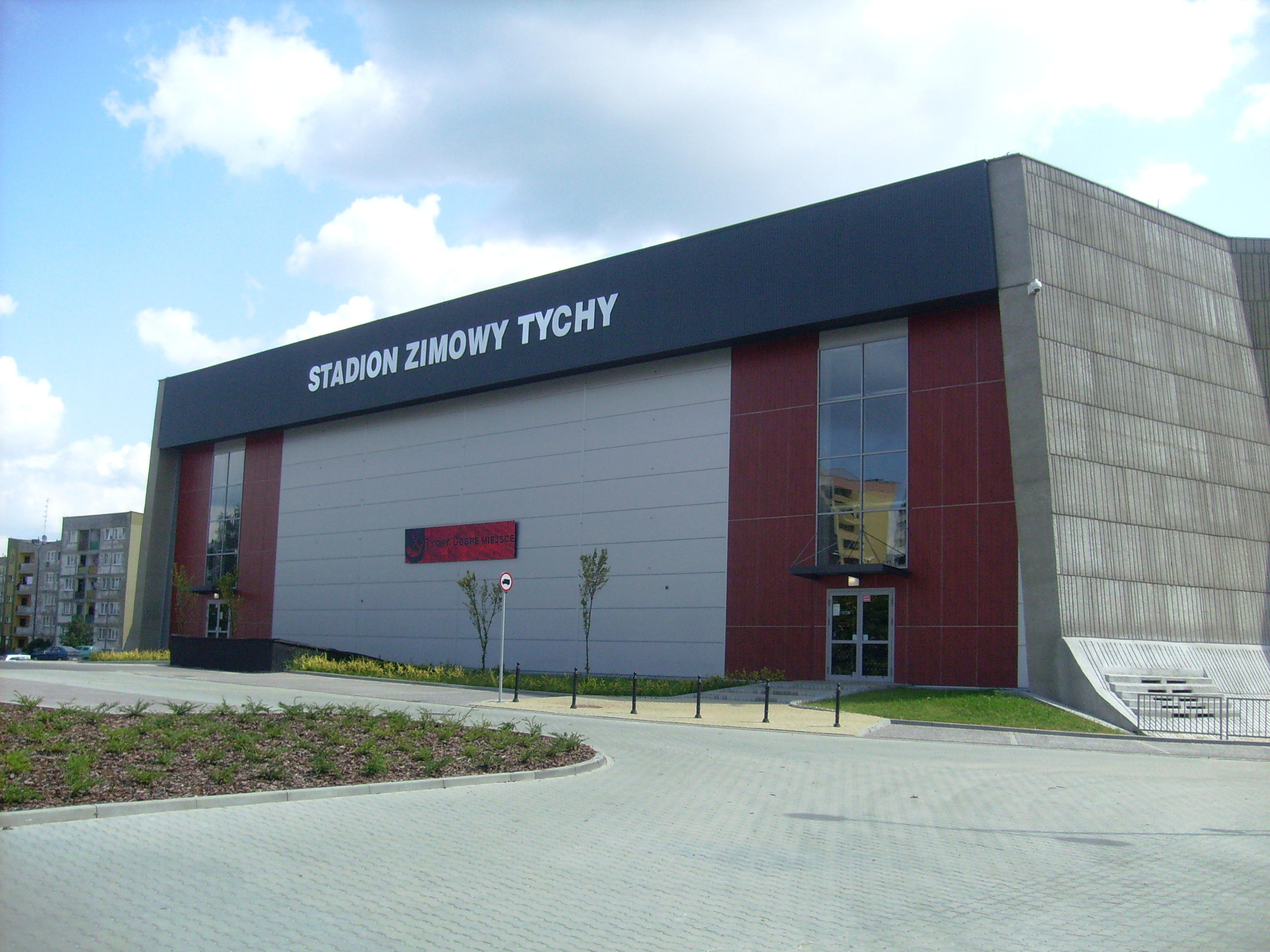
Stadion Zimowy
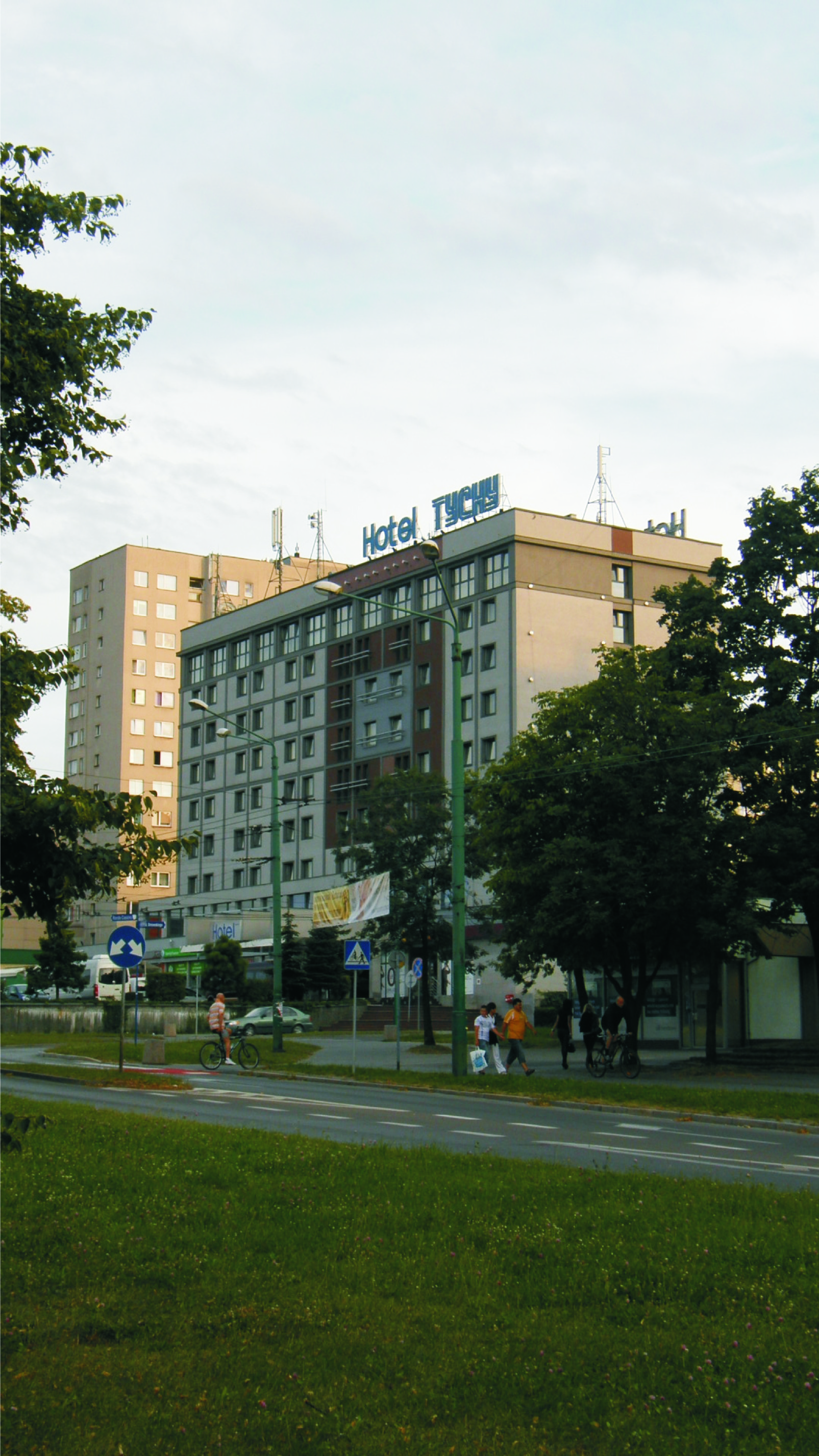
Hotel Tychy